# 乔瓦尼·卡尔米努奇
乔瓦尼·卡尔米努奇（義大利語：Giovanni Carminucci，1939年11月14日—2007年2月16日），意大利男子竞技体操运动员。他曾获得1960年夏季奥运会体操比赛男子团体全能铜牌。他也参加了1964年和1968年夏季奥运会。